# 想像力の文学
想像力の文学（そうぞうりょくのぶんがく）は、早川書房が2009年3月から刊行している文学の叢書（そうしょ）。奇数月刊行。装丁は四六判上製。
いくつものSF系叢書を創刊している編集者の塩澤快浩が創刊。通常のジャンルの枠組みに収まらない作品を刊行する。
『SFが読みたい! 2010年版』（対象：2008年11月〜2009年10月発行書籍）では津原泰水『バレエ・メカニック』が3位、田中哲弥『猿駅／初恋』が9位、佐藤哲也『下りの船』が15位、瀬川深『ミサキラヂオ』が18位にランクインした。

## 執筆者・刊行リスト
刊行年月順
- 瀬川深 - ミサキラヂオ （2009年3月）
- 田中哲弥 - 猿駅／初恋 （2009年3月）
- 遠藤徹 - ネル （2009年5月）
- 平山瑞穂 - 全世界のデボラ （2009年5月）
- 佐藤哲也 - 下りの船（2009年7月）
- 津原泰水 - バレエ・メカニック （2009年9月）
- 木下古栗 - ポジティヴシンキングの末裔 （2009年11月）
- 円城塔 - 後藤さんのこと （2010年1月）
- 藤谷治 - ぼくらのひみつ （2010年5月）
- 横田創 - 埋葬　（2010年11月）

## 関連書
- 『STRANGE FICTION』（S-Fマガジン2009年5月増刊号、早川書房、2009年3月）

〈想像力の文学〉創刊を記念して刊行された増刊号。
円城塔、遠藤徹、大谷能生、北野勇作、木下古栗、佐藤亜紀、佐藤哲也、田中哲弥、谷崎由依、平山瑞穂の短編を収録する。